# Weapons of Mass Destruction
Weapons of Mass Destruction es el quinto álbum del rapero Xzibit, lanzado a finales de 2004. 

## Lista de canciones
1. "State of the Union"
2. "L.A.X."
3. "Cold World" con Jelly Roll
4. "Saturday Night Live" con Jelly Roll
5. "Muthafucka"
6. "Beware of Us" con Strong Arm Steady
7. "Judgement Day"
8. "Criminal Set" con Krondon & Ice Cube
9. "Hey Now (Mean Muggin)" con Keri Hilson
10. "Ride or Die" con Tone
11. "Crazy Ho" con Strong Arm Steady, Suga Free & Butch Cassidy
12. "Big Barking (Skit)" con Ras Kass
13. "Tough Guy" con Busta Rhymes
14. "Scent of a Woman"
15. "Klack" con Strong Arm Steady
16. "Back 2 The Way It Was"